# Моје 3
Моје 3 је бивша српска женска поп музичка група, основана 2013. са циљем да учествује на Беосонгу исте године. Групу су чиниле суперфиналисткиње друге сезоне Првог гласа Србије — Мирна Радуловић (победница), Невена Божовић (2. место) и Сара Јовановић (3. место). Након победе на Беосонгу, представљале су Србију на Песми Евровизије 2013. са песмом Љубав је свуда. Девојке су 14. маја 2013. у Малмеу наступале у првом полуфиналу и заузеле 11. место, те се нису пласирале у финале. Убрзо након наступа, група се распала и чланице су наставиле са својим соло каријерама.

## Чланице
Мирна Радуловић
Мирна је рођена 1992. у Суботици. Победница је друге сезоне музичког такмичења Први глас Србије. Пре пријављивања за овај шоу, била је певачица у локалном бенду. Као награду добила је снимање и промоцију свог дебитантског албума у вредности од 100.000 евра.
Невена Божовић
Невена је рођена 1994. у Косовској Митровици. На Првом гласу Србије 2013. освојила је друго место. На Дечјој Евровизији 2007, у Ротердаму, наступила је са баладом Пиши ми и освојила треће место са 120 поена. Представљаће Србију на Песми Евровизије 2019. у Тел Авиву, са песмом Круна, као солиста.
Сара Јовановић
Сара је рођена 1993. у Риму. На Првом гласу Србије 2013. освојила је треће место. Она се са 16 година из Италије преселила у Србију, те је имала потешкоћа са говором српског. Највише пева стране песме.

## Каријера
Мирна Радуловић, Невена Божовић и Сара Јовановић среле су се током првих етапа такмичења Први глас Србије, музичког талент-шоуа емитованог на Првој српској телевизији. Свима трима тутор је била Александра Радовић, иначе судија у овом шоуу. Све три девојке су стигле до финала, одржаног 20. јануара 2013, и освојиле прва три места.
Наредног месеца, објављено је да ће Невена, Сара и Мирна, уједињени у групу Моје 3, учествовати на Беосонгу 2013, такмичењу намењеном одабиру српског представника на Евровизији те године. Уз композицију Саше Милошевића Мара и текст Марине Туцаковић, осмишљена је песма Љубав је свуда.
Маре је био један од судија Првог гласа Србије, као и композитор шест година раније победничке песме Молитва, док је Туцаковићева смислила текст песме Није љубав ствар од прошле и Ово је Балкан од натпрошле године. Са 10.994 гласа добијена СМС порукама током полуфиналне вечери 2. марта, Моје 3 су прошле у финално вече, док су сутрадан са 25.959 постале представнице Србије на Евровизији. Сем могућности учешћа на Евровизији одржаној у Малмеу у Шведској, победнице су освојиле трофеј Беосонга као и новчану награду од 5.000 евра у динарској противвредности.
Пред саму Песму Евровизије, Моје 3 су издале промоционалне верзије своје песме. Снимљене су верзија на енглеском (текстописци Чаноа Чен и Дуња Вујадиновић), баладна и поп-рок изведба. Дана 13. априла нумера је промовисана у Амстердаму. Одређено је да ће девојке наступати у првом полуфиналу 14. маја као шеснаесте по реду. Ипак, уз 46 поена и једанаесто место нису успеле да се пласирају у финале. Након тога, група је са убедљивих 967 гласова (друго место је имало 544, а треће 296) добила шаљиву награду Барбара Декс, намењену најлошије обученом представнику.
Још пре отпочињања беовизијске и евровизијске сарадње, Мирна, Невена и Сара су објавиле да је трио Моје 3 привремене природе и да неће доћи до формирања дуготрајног састава. У складу са тим, крајем маја 2013. група је званично растављена, а бивше чланице су изјавиле да настављају са радом на својим солистичким каријерама.

## Дискографија
- Љубав је свуда (2013)
- (2013)